# 12 Ophiuchi
12 Ophiuchi (HD 149661 / HR 6171 / GJ 631) es una estrella variable en la constelación de Ofiuco.
Clasificada como variable BY Draconis, recibe la designación de variable V2133 Ophiuchi.
Está situada a 31,9 años luz de distancia del sistema solar y tiene magnitud aparente media +5,76.
GJ 1207, a 2,7 años luz, es la estrella más cercana a 12 Ophiuchi.

## Características
12 Ophiuchi es una enana naranja de tipo espectral K0V con una temperatura efectiva de 5200 K.
Posee una luminosidad igual al 49% de la luminosidad solar.
De menor tamaño que el Sol, su radio —evaluado a partir de la medida directa de su diámetro angular— es un 7% más pequeño que el radio solar.
Presenta una abundancia relativa de elementos más pesados que el helio ligeramente superior a la del Sol ([Fe/H] = +0,04).
Su gravedad superficial, log(g) = 4,6, es algo superior a la solar.
Su elevada velocidad de rotación, así como su actividad cromosférica, sugieren que es una estrella relativamente joven; se ha estimado su edad en 200 millones de años, lo que corresponde a un 4% de la edad del Sol.
Hasta el momento no se ha descubierto ningún objeto en órbita alrededor de 12 Ophiuchi, y permanece incierto si posee un disco circunestelar en torno a ella.

## Variabilidad
La variabilidad de 12 Ophiuchi se atribuye a actividad magnética a gran escala en su cromosfera —en forma de manchas estelares— unido a un período de rotación que hace que las regiones activas entren y salgan del campo de visión. Esto da lugar a la variabilidad de baja amplitud observada. Sin embargo, 12 Ophiuchi también parece mostrar una rápida variación en su luminosidad, posiblemente debida a cambios en las manchas estelares. Medidas de la variabilidad a largo plazo muestran dos ciclos de actividad de las manchas estelares que se superponen,a diferencia del Sol que muestra un único ciclo de 11 años. Los períodos de estos dos ciclos son de 4,0 y 17,4 años.